# Dôme de Vaugelaz
Le dôme de Vaugelaz est une montagne de France située en Savoie, dans le massif du Beaufortain, entre Aime-la-Plagne et Bourg-Saint-Maurice, dans la vallée de la Tarentaise.

## Géographie
Culminant à 2 225 mètres d'altitude, elle s'appuie sur le versant méridional du plus haut sommet du massif du Beaufortain, le Roignais avec 2 995 mètres d'altitude. Ses pentes aux formes douces sont couvertes d'alpages, de forêts et de hameaux des communes de La Plagne Tarentaise, des Chapelles et de Bourg-Saint-Maurice. De nombreuses bisses partent soit du nord au pied du Roignais, soit de l'ouest depuis le vallon de l'Ornente pour amener de l'eau potable et d'irrigation sur les versants méridionaux et orientaux de la montagne.
D'un point de vue géologique, la montagne est singulière puisqu'elle constitue la seule présence du domaine briançonnais sur cette rive de l'Isère, les terrains composant la montagne s'étant retrouvés de l'autre côté de la faille de la Moyenne Tarentaise. Il en résulte un chevron qui explique la forme conique de la montagne.

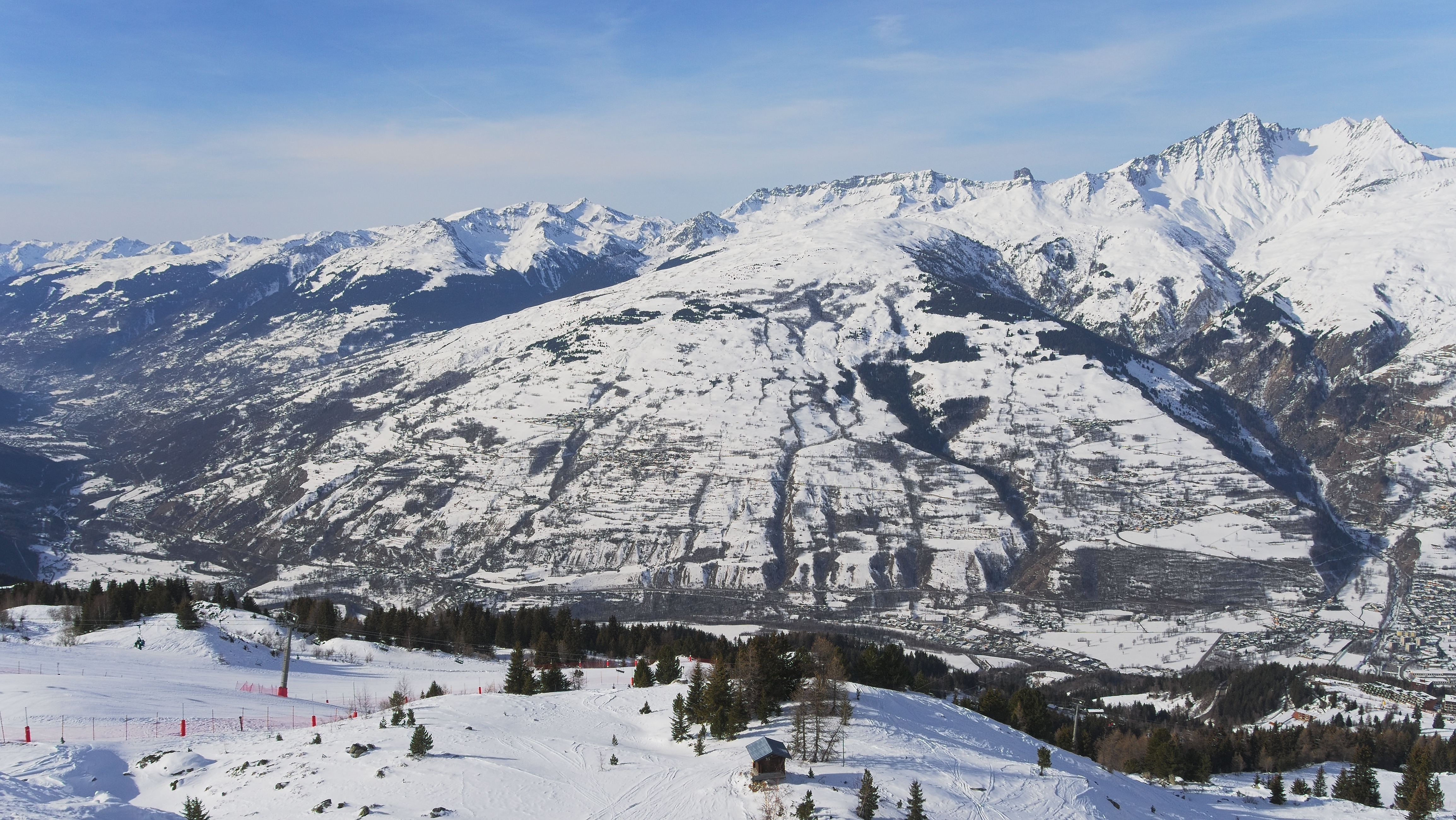
Vue hivernale du dôme de Vaugelaz depuis la station de sports d'hiver des Arcs sur l'autre versant de la vallée de la Tarentaise au sud-est.

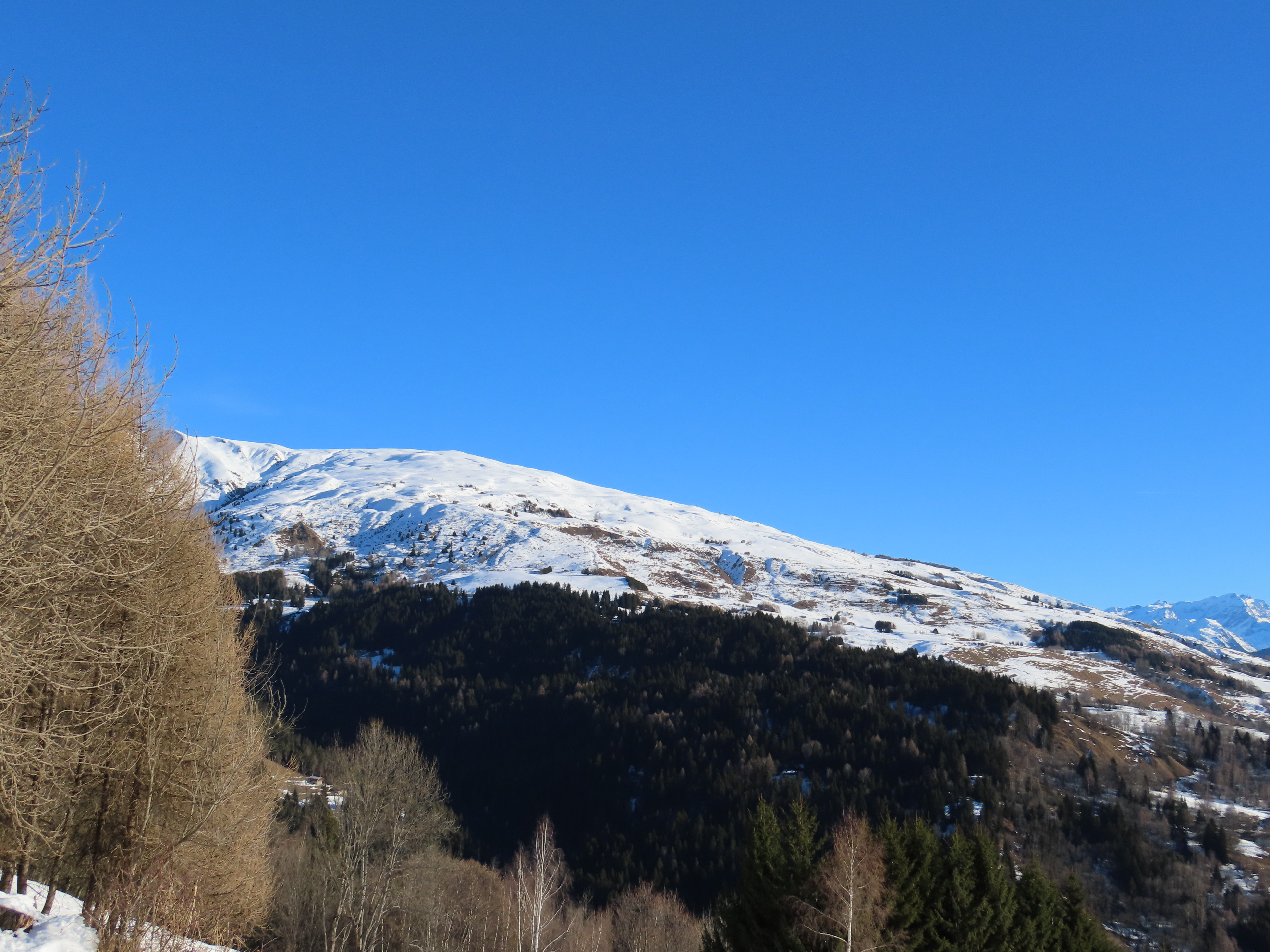
Le dôme de Vaugelaz enneigé depuis les hauteurs de Granier au sud-ouest.